# Rot-Weiß Oberhausen
Der SC Rot-Weiß Oberhausen-Rheinland e. V. (abgekürzt RWO) ist ein Sportverein in Oberhausen, der vor allem für seine Herren-Fußballmannschaft bekannt ist. Diese spielte seit Gründung der Bundesliga vier Jahre in der Fußball-Bundesliga, mehrere Male in der 2. Fußball-Bundesliga und aktuell in der Fußball-Regionalliga West (4. Spielklasse). Der Verein entstand am 18. Dezember 1904 aus der Fusion des Emschertaler SV und des Oberhausener Turnvereins. RWO zählt 1940 Mitglieder (Stand: Ende März 2025). Dieser Artikel behandelt hauptsächlich die erste Fußballmannschaft der Männer. Für weitere aktuelle und ehemalige Mannschaften siehe die Kapitel Weitere Mannschaften und Abteilungen und Ehemalige Abteilungen.

## Geschichte

### Frühe Jahre (1904–1945)
Der Verein wurde am 18. Dezember 1904 als Oberhausener Spielverein gegründet. Beteiligt waren dabei Mitglieder des 1902 ins Leben gerufenen, nicht eingetragenen Vereins Emschertaler SV sowie des Oberhausener TV 1873. Von letzterem Verein schloss sich am 27. April 1922 schließlich die komplette Fußballabteilung an, nachdem diese wegen der Reinlichen Scheidung zwischen Fußball und Turnen keine Zukunft im TV mehr gesehen hatte. Nur wenige Monate später, am 30. Januar 1923, fusionierte der Spielverein mit dem Styrumer SV 1908. Letzterer war 1908 als SV Viktoria Styrum gegründet worden, schloss sich 1912 mit dem Unterstyrumer Ballspielverein zum Ballspielverein Viktoria 08 Styrum zusammen und nahm 1920 den letzten Namen an. Der neue Fusionsverein trug den Namen Spielvereinigung Oberhausen-Styrum. Nur wenige Monate später verließen einige Mitglieder den Verein wieder und gründeten als Abspaltung am 24. Juni 1923 den 1. FC Mülheim-Styrum. Im Juni 1933 nahm der Verein schließlich den heutigen Namen SC Rot-Weiß Oberhausen an.
Die Oberhausener wurden 1933 nicht in die neugegründete Gauliga Niederrhein als neue höchste Spielklasse eingeteilt, jedoch gelang ihnen gleich 1934 der Aufstieg. Nach zwei dritten Plätzen 1936 und 1937 stieg Rot-Weiß 1938 ab, schaffte jedoch den sofortigen Wiederaufstieg und gehörte ab 1939 wieder der Gauliga an. Ab August 1943 bildeten sie gemeinsam mit dem Alstader SV Elmar 09 und Viktoria Oberhausen die Kriegssportgemeinschaft (KSG) Oberhausen. Unter diesem Namen beendeten sie die Saison 1943/44 und erlebten dann in der folgenden Spielzeit die Einstellung des Spielbetriebs.

### Nachkriegszeit (1945–1963)
In der ersten Nachkriegsspielzeit gelang Rot-Weiß ein erster größerer Erfolg, als es den bestmöglichen Titel in jener Saison holte, die Meisterschaft im Bezirk Niederrhein (siehe Bezirksmeisterschaftsliga (britische Zone)). Im Endspiel setzte sich RWO mit 2:0 gegen den VfL Benrath durch. In der folgenden Saison 1946/47 gewann die Mannschaft souverän die Bezirksliga Rechter Niederrhein, womit RWO auch für die künftige Oberliga West qualifiziert war. In der niederrheinischen Endrunde gelang Rot-Weiß mit einem 3:1 im Entscheidungsspiel gegen Fortuna Düsseldorf die erfolgreiche Titelverteidigung. Dadurch war RWO für die Endrunde um die Meisterschaft in der Britischen Besatzungszone qualifiziert. Im Halbfinale unterlag die Mannschaft dem Hamburger SV mit 1:3 und verlor anschließend das Spiel um Platz 3 gegen den VfR Köln 04 rrh. mit 1:4.
In der neuen Oberliga West spielten die Rot-Weißen zunächst eine gute Rolle. Sowohl 1947/48 als auch 1948/49 schlossen sie auf dem fünften Platz ab. Nach einem elften Platz 1949/50 belegten sie 1950/51 den 13. Platz wegen des schlechteren Torquotienten gegenüber den Sportfreunden Katernberg. Damit mussten sie in der Aufstiegsrunde ihren Oberligaplatz verteidigen, was jedoch nicht gelang. So spielte RWO ab 1951 in der zweitklassigen 2. Liga West, aus der es erst 1957 als Vizemeister wieder aufsteigen konnte. Nachdem RWO die ersten drei Spielzeiten nach Wiederaufstieg auf hinteren Tabellenplätzen abgeschlossen hatte, gelang ihm 1960/61 der Sprung auf den vierten Tabellenplatz hinter den „großen Drei“ 1. FC Köln, Borussia Dortmund und FC Schalke 04. Noch besser lief es 1961/62 mit dem dritten Platz nur vier Punkte hinter Meister Köln. Den zweiten Tabellenplatz, der zur Teilnahme an der Endrunde um die deutsche Meisterschaft berechtigt hätte, verpasste RWO um drei Punkte hinter Schalke 04. Mit einem zehnten Platz 1962/63 verbaute sich RWO jedoch jede Aussicht auf eine Aufnahme in die zur Saison 1963/64 eingeführte Fußball-Bundesliga.

### Nach Gründung der Bundesliga (1963–1998)
Als die Bundesliga den Spielbetrieb aufnahm, war Rot-Weiß Oberhausen nicht mit von der Partie. Der Verein wurde der Regionalliga West zugeordnet und brachte dort sechs Spielzeiten zu, bis 1969 unter dem Trainer Adi Preißler und Präsident Peter Maaßen die Westmeisterschaft und anschließend der Aufstieg in die Bundesliga gelang. Dort konnte man sich vier Jahre bis zur Saison 1972/73 halten, beste Platzierung war Rang 14 in der Saison 1969/70. 1970/71 war der Verein in den Bundesliga-Skandal verwickelt, weshalb der damalige Trainer Günter Brocker gesperrt und der Bundesliga-Torschützenkönig Lothar Kobluhn die legendäre Torjägerkanone erst 36 Jahre nach Saisonende, im Frühjahr 2008, vom kicker Sportmagazin erhielt.
Nach dem Abstieg 1973 wurde der sofortige Wiederaufstieg in der Spielzeit 1973/74 knapp verpasst (Platz 2 in der Regionalliga West und in der anschließenden Aufstiegsrunde). Die erste Spielzeit in der neu gegründeten 2. Bundesliga Nord endete 1975 für den Verein mit dem Abstieg in die Drittklassigkeit. Der Wiederaufstieg glückte in der Saison 1978/79, gleichzeitig erreichte RWO das Viertelfinale im DFB-Pokal und schied dort mit einer 1:2-Niederlage bei Eintracht Frankfurt aus.
Als 1981 die eingleisige Zweite Liga gegründet wurde, konnte sich der Verein hierfür nicht qualifizieren und war fortan wieder drittklassig. 1983 gelang jedoch der Wiederaufstieg, und eine fünfjährige Zweitliga-Ära begann, die durch den Lizenzentzug 1988 abrupt beendet wurde. Ohne einen adäquaten Kader konnte sich RWO in der Saison 1988/89 in der Oberliga Nordrhein nicht halten und wurde in die Verbandsliga Niederrhein „durchgereicht“. Im folgenden Jahr entging der Verein nur denkbar knapp dem erneuten Abstieg – lediglich die Tordifferenz bewahrte die Rot-Weißen vor dem Sturz in die Landesliga. Nur langsam erholte sich der Verein. 1995 stieg man als Oberligameister in die Regionalliga und 1998 wieder in die 2. Bundesliga auf.

### Pokalhalbfinale und Fahrstuhljahre (1998–2008)
Den größten Pokal-Erfolg erzielte RWO in der Saison 1998/99 mit dem Erreichen des Halbfinales. Das „Heimspiel“ im Gelsenkirchener Parkstadion gegen den FC Bayern München ging dann allerdings 1:3 verloren. Ein weiteres bedeutendes Pokalspiel in Gelsenkirchen gab es Anfang 2002, als RWO im Viertelfinale in der Arena auf Schalke gegen die Gastgeber mit 0:2 verlor. Bei beiden Pokal-Highlights wurde die Mannschaft übrigens von Trainer Aleksandar Ristić betreut, der in den Spielzeiten 1998/99 und 2001/02 vom jeweils stark abstiegsbedrohten Verein als „Retter“ geholt wurde und in beiden Fällen half, den Klassenerhalt zu sichern.
In der Saison 2003/04 stand RWO mit dem bis dahin als Trainer noch unbekannten Jørn Andersen lange Zeit an der Spitze der 2. Bundesliga, verpasste jedoch nach einem Einbruch in der Rückrunde den Aufstieg in die höchste deutsche Spielklasse um zwei Punkte. Die Spielzeit 2004/05 verlief wesentlich schlechter, Andersen wurde vorzeitig beurlaubt und Oberhausen belegte am Ende unter Trainer Eugen Hach nur Rang 16 und stieg in die Regionalliga Nord ab.
Mit dem neuen Trainer Harry Pleß und einem angesichts des geringen Etats deutlich schwächeren Kader erwischte RWO dort einen klassischen Fehlstart. Am 5. September 2005 trat der langjährige Vorstand des Vereins geschlossen zurück, so dass der SC Rot-Weiß von einem Notvorstand geführt werden musste, der sich um die finanzielle und sportliche Konsolidierung bemühte. Am 3. Mai 2006 trennte man sich von Pleß, Nachfolger wurde der in der Winterpause vom Weseler SV gekommene Reserve-Trainer Günter Abel. Abel, der zuvor die Zweite Mannschaft zum Klassenerhalt in der Verbandsliga geführt hatte, konnte die Erste Mannschaft jedoch nicht mehr retten. Mit 39 Punkten belegte Oberhausen am Saisonende den 17. Tabellenplatz und stieg in die Oberliga Nordrhein ab.
Für die Spielzeit 2006/07 konnte der ehemalige Bundesliga-Profi und langjährige Trainer des SV Adler Osterfeld, Hans-Günter Bruns, verpflichtet werden, der zuvor die SSVg Velbert betreut hatte. Unter seiner Leitung wurde RWO Herbstmeister, gab die Tabellenführung nicht mehr ab und machte den Aufstieg in die Regionalliga Nord schon am vorletzten Spieltag perfekt. Am 29. Juni 2007 bestellte der neu gewählte Aufsichtsrat einen dreiköpfigen Vereinsvorstand, bestehend aus Hajo Sommers (Vorsitz, Marketing und Events), Thorsten Binder (Stadion, Fans, Mitglieder und Tradition) sowie Jürgen Luginger (sportliche Leitung).
Zum Auftakt der Regionalliga-Spielzeit 2007/08 meldete sich der Aufsteiger aus Oberhausen am 28. Juli 2007 mit einem unerwarteten 4:1-Auswärtssieg bei Rot-Weiss Essen eindrucksvoll zurück. Mit einem 3:0-Auswärtssieg beim 1. FC Union Berlin am letzten Spieltag der Saison sicherte sich RWO die Qualifikation für die 2. Bundesliga und schaffte damit überraschend den „Durchmarsch“ von der Oberliga zurück in das Bundesliga-Unterhaus.

### Gegenwart (seit 2008)
Trainer Hans-Günter Bruns, der wesentlich zu diesem sportlichen Erfolg beigetragen hatte, kündigte wenige Wochen vor dem Ende der Spielzeit 2007/08 an, für die kommende Saison seinen Posten an den bisherigen sportlichen Leiter Jürgen Luginger abzugeben und im Gegenzug dessen Aufgaben zu übernehmen. Als neuer Co-Trainer konnte Oliver Adler verpflichtet werden, der von 1995 bis 2005 für RWO im Tor gestanden hatte und dessen letzte Station als aktiver Spieler anschließend der KSV Hessen Kassel war. Mit einem 1:0-Erfolg gegen den bereits feststehenden Aufsteiger SC Freiburg sicherte sich RWO am vorletzten Spieltag der Saison 2008/09 den Klassenerhalt; das Team schloss die Saison als Neunter ab.
In der Saison 2009/10 erreichte man durch einen 3:0-Erfolg gegen den Mülheimer Nachbarn VfB Speldorf im Duisburger Wedaustadion erstmals seit 2004 wieder die zweite Runde im DFB-Pokal, wo allerdings bei Bayern München Endstation war. Nach einer Serie von neun sieglosen Ligaspielen trat Jürgen Luginger am 1. Februar 2010 von seinem Trainerposten zurück. Seine Aufgabe übernahm wieder Hans-Günter Bruns. An Stelle von Bruns wurde dann Frank Kontny bis 2017 Sportlicher Leiter. RWO schloss die Spielzeit 2009/10 mit dem 14. Tabellenplatz ab. Bruns wurde nach einer sportlichen Talfahrt in der Spielzeit 2010/11 am 22. Februar 2011 von seinen Aufgaben entbunden und durch den früheren Bundesligaspieler Theo Schneider ersetzt. Doch auch Schneider konnte den Abwärtstrend von RWO nicht stoppen und so stand nach dem letzten Spieltag der erneute Abstieg aus der 2. Bundesliga fest. Mit lediglich sieben Siegen bei sieben Unentschieden und 20 Niederlagen beendete RWO die Saison 2010/11 auf Tabellenplatz 17.
Zur Saison 2011/12 wurde ein Großteil des Kaders ausgetauscht. Laut Vereinsführung sollte der Verein sich in der 3. Liga etablieren, um über die Jugendarbeit die Basis für eine Rückkehr in die 2. Bundesliga zu legen. Nach einem schwachen Start in die Saison (neun Punkte in zwölf Spielen) wurde Theo Schneider am 4. Oktober 2011 von seinen Aufgaben als Trainer entbunden. Als Nachfolger wurde am 24. Oktober 2011 Mario Basler vorgestellt, dessen Vertrag bis zum Saisonende mit der Option für eine weitere Spielzeit ausgestattet war. Er konnte allerdings nicht verhindern, dass der Verein bereits einen Spieltag vor Saisonschluss als Absteiger in die Regionalliga West feststand. Nach einer 0:3-Heimniederlage gegen die bis dahin sieglose Zweitvertretung des 1. FC Köln trat Basler am 14. September 2012 zurück. Sein Nachfolger wurde Peter Kunkel, zuvor Trainer der U 23 von RWO. Mitte 2014 folgte ihm der bisherige Trainer des FC Carl Zeiss Jena, Andreas Zimmermann. Im Oktober 2014 hat der Verein die Geschäftsstelle an die Oberhausen Gebäudemanagement (OGM) – eine städtische Tochtergesellschaft – verkauft und so frisches Geld für die folgende Saison generiert. Nach vier torlosen Niederlagen zu Beginn der Saison 2016/17 wurde Zimmermann beurlaubt und interimistisch durch den bisherigen U 23-Trainer Mike Terranova ersetzt, der die Mannschaft seitdem mit einer kurzen Unterbrechung bis zum Ende der Saison 2022/23 betreute. Zum Ende der Saison trat Terranova als Trainer der ersten Mannschaft zurück. Ihm folgte Jörn Nowak, der allerdings zu Beginn der Rückrunde 2023/24 beurlaubt und durch seinen Vorgänger Mike Terranova als Interimstrainer ersetzt wurde. Unter der Leitung von Terranova zog die Mannschaft drei Mal in das Finale des Niederrheinpokals ein. 2018 gewann die Mannschaft im heimischen Stadion Niederrhein den Pokal gegen Rot-Weiss Essen. 2023 und 2024 unterlag sie im Finale ebenfalls Rot-Weiss Essen. Zum Beginn der Saison 2024/25 übernahm Terranova wieder die sportliche Leitung des Nachwuchsbereichs. Trainer der ersten Mannschaft wurde Sebastian Gunkel, der bis dahin die U23 von Holstein Kiel trainierte.
Im Januar 2025 endete die langjährige Amtszeit von Hajo Sommers als Vorsitzender des Vorstands. Zum neuen Vorstandsvorsitzenden wurde Marcus Uhlig bestellt, der damit der erste hauptamtliche Vorstandsvorsitzende bei RWO ist.

### Bilanz seit 1993
| 1993/94                                                                                         | Oberliga Nordrhein        | 07. | 12 | 09 | 09 | 56:49 | 33:27 | -             |
| 1994/95                                                                                         | Oberliga Nordrhein        | 01. | 22 | 08 | 0  | 82:19 | 52:08 | -             |
| 1995/96                                                                                         | Regionalliga West/Südwest | 08. | 14 | 12 | 10 | 42:33 | 54    | -             |
| 1996/97                                                                                         | Regionalliga West/Südwest | 02. | 19 | 08 | 07 | 62:22 | 65    | 1. Runde      |
| 1997/98                                                                                         | Regionalliga West/Südwest | 01. | 21 | 08 | 05 | 66:31 | 71    | 1. Runde      |
| 1998/99                                                                                         | 2. Bundesliga             | 11. | 09 | 14 | 11 | 40:47 | 41    | Halbfinale    |
| 1999/2000                                                                                       | 2. Bundesliga             | 06. | 12 | 13 | 09 | 43:34 | 49    | 1. Runde      |
| 2000/01                                                                                         | 2. Bundesliga             | 12. | 13 | 06 | 15 | 45:50 | 45    | 1. Runde      |
| 2001/02                                                                                         | 2. Bundesliga             | 12. | 11 | 09 | 14 | 55:49 | 42    | Viertelfinale |
| 2002/03                                                                                         | 2. Bundesliga             | 14. | 10 | 07 | 17 | 38:48 | 37    | Achtelfinale  |
| 2003/04                                                                                         | 2. Bundesliga             | 05. | 15 | 08 | 11 | 52:48 | 53    | 1. Runde      |
| 2004/05                                                                                         | 2. Bundesliga             | 16. | 08 | 10 | 16 | 40:62 | 34    | 2. Runde      |
| 2005/06                                                                                         | Regionalliga Nord         | 17. | 10 | 09 | 17 | 30:53 | 39    | 1. Runde      |
| 2006/07                                                                                         | Oberliga Nordrhein        | 01. | 20 | 09 | 05 | 50:25 | 69    | -             |
| 2007/08                                                                                         | Regionalliga Nord         | 02. | 19 | 09 | 08 | 64:32 | 66    | -             |
| 2008/09                                                                                         | 2. Bundesliga             | 09. | 11 | 09 | 14 | 35:54 | 42    | 1. Runde      |
| 2009/10                                                                                         | 2. Bundesliga             | 14. | 12 | 05 | 17 | 38:52 | 41    | 2. Runde      |
| 2010/11                                                                                         | 2. Bundesliga             | 17. | 07 | 07 | 20 | 30:65 | 28    | 1. Runde      |
| 2011/12                                                                                         | 3. Liga                   | 19. | 08 | 14 | 16 | 33:47 | 38    | 1. Runde      |
| 2012/13                                                                                         | Regionalliga West         | 08. | 16 | 05 | 17 | 54:56 | 53    | -             |
| 2013/14                                                                                         | Regionalliga West         | 03. | 20 | 09 | 07 | 51:34 | 69    | -             |
| 2014/15                                                                                         | Regionalliga West         | 04. | 15 | 12 | 07 | 54:37 | 57    | -             |
| 2015/16                                                                                         | Regionalliga West         | 05. | 17 | 08 | 11 | 58:44 | 59    | -             |
| 2016/17                                                                                         | Regionalliga West         | 04. | 18 | 05 | 11 | 69:50 | 59    | -             |
| 2017/18                                                                                         | Regionalliga West         | 09. | 13 | 11 | 10 | 50:41 | 50    | -             |
| 2018/19                                                                                         | Regionalliga West         | 02. | 18 | 10 | 06 | 58:41 | 64    | 1. Runde      |
| 2019/20                                                                                         | Regionalliga West         | 04. | 13 | 07 | 03 | 42:21 | 46    | -             |
| 2020/21                                                                                         | Regionalliga West         | 07. | 15 | 14 | 11 | 61:50 | 59    | -             |
| 2021/22                                                                                         | Regionalliga West         | 04. | 22 | 09 | 07 | 68:35 | 75    | -             |
| 2022/23                                                                                         | Regionalliga West         | 07. | 15 | 08 | 11 | 61:51 | 53    | -             |
| 2023/24                                                                                         | Regionalliga West         | 07. | 12 | 15 | 07 | 56:36 | 51    | -             |
| 2024/25                                                                                         | Regionalliga West         | 04. | 15 | 05 | 10 | 55:42 | 50    | -             |
| Anmerkung: grün markierte Spielzeiten kennzeichnen einen Aufstieg, rot unterlegte einen Abstieg |                           |     |    |    |    |       |       |               |

## Erfolge
- Niederrheinmeister 1946, 1947
- Westdeutscher Pokalsieger 1950
- Meister Regionalliga West 1969
- Bundesliga-Aufstieg 1969
- Aufstieg in die 2. Bundesliga 1979, 1983, 1998, 2008
- Meister Oberliga Nordrhein 1979, 1983, 1995, 2007
- Meister Regionalliga West/Südwest 1998
- Herbstmeister 2. Liga 2003
- Aufstieg in die Regionalliga Nord 2007
- Vizemeister Regionalliga Nord 2008
- Niederrheinpokalsieger 1996, 1998 und 2018
- DFB-Pokal Halbfinale 1999 (gegen Bayern München 1:3 verloren, Siege gegen den HSV und Bor. Mönchengladbach)

## Persönlichkeiten

### Kader der Saison 2025/26
- Stand: 3. August 2025[17]

| Nr.        | Spieler            | Nat.               | Geburtsdatum | im Verein seit | letzter Verein                    |
| Torhüter   |                    |                    |              |                |                                   |
| 01         | Kevin Kratzsch     | Deutschland        | 09.07.2002   | 2023           | SV Straelen                       |
| 028        | Ryan Valentine     | Vereinigte Staaten | 22.01.2004   | 2025           | Schwarz-Weiß Essen                |
| 030        | Jannis Knoblauch   | Deutschland        | 19.01.2007   | 2025           | FC Viktoria Köln (U17)            |
| Abwehr     |                    |                    |              |                |                                   |
| 03         | Pierre Fassnacht   | Deutschland        | 26.01.1996   | 2020           | FC Carl Zeiss Jena                |
| 04         | Mustafa Kourouma   | Deutschland        | 09.01.2003   | 2025           | Rot-Weiss Essen                   |
| 05         | Drew Murray        | Vereinigte Staaten | 27.10.2005   | 2025           | SC Freiburg (zweite Mannschaft)   |
| 014        | Nico Klaß          | Deutschland        | 03.04.1997   | 2021           | Eintracht Braunschweig            |
| 022        | Lucas Halangk      | Deutschland        | 22.09.2003   | 2025           | Hallescher FC                     |
| 024        | Simon Ludwig       | Deutschland        | 22.07.2003   | 2024           | Wormatia Worms                    |
| 029        | Ilias El Amrani    | /                  | 25.02.2006   | 2024           | (eigene Jugend)                   |
| 040        | Michel Niemeyer    | Deutschland        | 19.11.1995   | 2023           | Rot-Weiss Essen                   |
| Mittelfeld |                    |                    |              |                |                                   |
| 06         | Elias Demirarslan  | Deutschland        | 11.02.2001   | 2024           | SV Lippstadt 08                   |
| 07         | Phil Sieben        | Deutschland        | 20.06.1999   | 2025           | Eintracht Norderstedt             |
| 08         | Alexander Mühling  | Deutschland        | 05.09.1999   | 2025           | SV Sandhausen                     |
| 010        | Moritz Stoppelkamp | Deutschland        | 11.12.1986   | 2023           | MSV Duisburg                      |
| 011        | Eric Gueye         | Deutschland        | 10.11.1999   | 2024           | Eintracht Norderstedt             |
| 017        | Glody Ngyombo      | /                  | 14.02.1998   | 2022           | SV Straelen                       |
| 019        | Burinyuy Nyuydine  | Deutschland        | 25.12.2000   | 2025           | Sportfreunde Lotte                |
| 021        | Luca Schlax        | Deutschland        | 23.04.2000   | 2024           | FSV Frankfurt                     |
| 023        | Illia Poliakov     | Ukraine            | 20.03.2004   | 2025           | SC Verl (zweite Mannschaft)       |
| 026        | Cankoray Mutlu     | Deutschland        | 23.01.2006   | 2024           | (eigene Jugend)                   |
| 027        | Ayman Aourir       | Marokko            | 06.10.2004   | 2025           | SV Eintracht Hohkeppel            |
| Sturm      |                    |                    |              |                |                                   |
| 09         | Christopher Schepp | Deutschland        | 14.04.2000   | 2025           | SV Meppen                         |
| 018        | Seok-Ju Hong       | Korea Sud          | 07.05.2003   | 2025           | FC Schalke 04 (zweite Mannschaft) |

### Trainerstab der Saison 2025/26
- Stand: 24. Juni 2025[18]

| Nat.        | Name                            | Amt                | Amtsantritt |
| ----------- | ------------------------------- | ------------------ | ----------- |
| Deutschland | Sebastian Gunkel                | Trainer            | 2024        |
| Deutschland | Lars Birlenbach                 | Co-Trainer         | 2024        |
| Deutschland | Jerome König                    | Co-Trainer         | 2024        |
| Polen       | Krystian Kalinowski             | Torwart-Trainer    | 2025        |
| Deutschland | Kai Pauseback                   | Athletik-Trainer   | 2024        |
| Deutschland | Dennis Lichtenwimmer-Conversano | Sportlicher Leiter | 2024        |

### Der Jahrhundert-Trainer und die Jahrhundert-Elf
Zum 100-jährigen Vereinsjubiläum wurden am 18. Dezember 2004 der Jahrhundert-Trainer Alfred „Adi“ Preißler und die Jahrhundert-Elf vorgestellt:
- 1 Willy Jürissen
- 2 Werner Ohm
- 3 Hermann-Josef Wilbertz
- 4 Friedhelm „Baba“ Kobluhn
- 5 Dieter „Tex“ Hentschel
- 6 Karl-Heinz „Kalli“ Feldkamp
- 7 Siegfried „Ata“ Lüger
- 8 Fredi Lauten
- 9 Lothar „Lo“ Kobluhn
- 10 Franz Krauthausen
- 11 Willi „Willa“ Demski

### Weitere bekannte ehemalige Spieler
- Rüdiger Abramczik
- Mohammad Reza Adelkhani
- Dieter Allig
- Hans Barwenzik
- Emil Becks
- Jörg Beyel
- Sebastian Boenisch
- Dieter Brozulat
- Manfred Burgsmüller
- Musa Çelik
- Daniel Ciucă
- Hugo Dausmann
- Kim Falkenberg
- Friedel Feldkamp
- „Hannes“ Fritsche
- Gert Fröhlich
- Wolfgang Funkel
- Holger Gaißmayer
- Markus Heppke
- Ditmar Jakobs
- Gideon Jung
- Erich Juskowiak
- Markus Kaya
- Wolfgang Kleff
- Uwe Kliemann
- Jens Langeneke
- Jörg Lipinski
- Carsten Marquardt
- Karl-Otto Marquardt
- Max Meyer
- Christopher Nöthe
- Felix Passlack
- Ralf Quabeck
- Mike Rietpietsch
- Teodor Rus
- Moustapha Salifou
- Ernst Savkovic
- Wolfgang Scheid
- Heinrich Schmidtgal
- Hans Siemensmeyer
- Jürgen Sundermann
- Franz-Josef Tenhagen
- Mike Terranova
- Helmut Traska

### Trainerchronik
- Saison 1996/97: Franz-Josef Kneuper
- Saison 1997/98: Gerd vom Bruch
- Saison 1998/99: Gerd vom Bruch (beurlaubt im Oktober 1998) – Aleksandar Ristić
- Saison 1999/2000: Aleksandar Ristić
- Saison 2000/01: Gerhard Kleppinger
- Saison 2001/02: Gerhard Kleppinger (beurlaubt im September 2001) – Dragoslav Stepanović (beurlaubt in der Winterpause) – Aleksandar Ristić
- Saison 2002/03: Aleksandar Ristić (beurlaubt im April 2003) – Klaus Hilpert
- Saison 2003/04: Jørn Andersen
- Saison 2004/05: Jørn Andersen (beurlaubt im Oktober 2004) – Eugen Hach
- Saison 2005/06: Harry Pleß (Vertrag aufgelöst im Mai 2006) – Günter Abel
- Saison 2006/07: Hans-Günter Bruns
- Saison 2007/08: Hans-Günter Bruns
- Saison 2008/09: Jürgen Luginger
- Saison 2009/10: Jürgen Luginger (Rücktritt im Februar 2010) – Hans-Günter Bruns
- Saison 2010/11: Hans-Günter Bruns (beurlaubt im Februar 2011) – Theo Schneider
- Saison 2011/12: Theo Schneider (beurlaubt im Oktober 2011) – Mario Basler
- Saison 2012/13: Mario Basler (zurückgetreten im September 2012) – Peter Kunkel
- Saison 2013/14: Peter Kunkel
- Saison 2014/15: Andreas Zimmermann
- Saison 2015/16: Andreas Zimmermann
- Saison 2016/17: Andreas Zimmermann (beurlaubt im August 2016) – Mike Terranova
- Saison 2017/18: Mike Terranova
- Saison 2018/19: Mike Terranova
- Saison 2019/20: Mike Terranova
- Saison 2020/21: Dimitrios Pappas[21] (beurlaubt im Oktober 2020) – Mike Terranova[22]
- Saison 2021/22: Mike Terranova
- Saison 2022/23: Mike Terranova
- Saison 2023/24: Jörn Nowak[23] (beurlaubt im Februar 2024) – Mike Terranova
- Saison 2024/25: Sebastian Gunkel[24]
- Saison 2025/26: Sebastian Gunkel

#### Bundesliga-Ära
- Adi Preißler (1969/70 und 1970/71 bis Spieltag 27 bzw. 29)
- Günter Brocker (1970/71, Spieltag 28 und 30, bis 1972/73 Spieltag 12)
- Friedhelm Kobluhn (1972/73, Spieltag 13–20)
- Heinz Murach (1972/73, Spieltag 21–34)

## Stadion

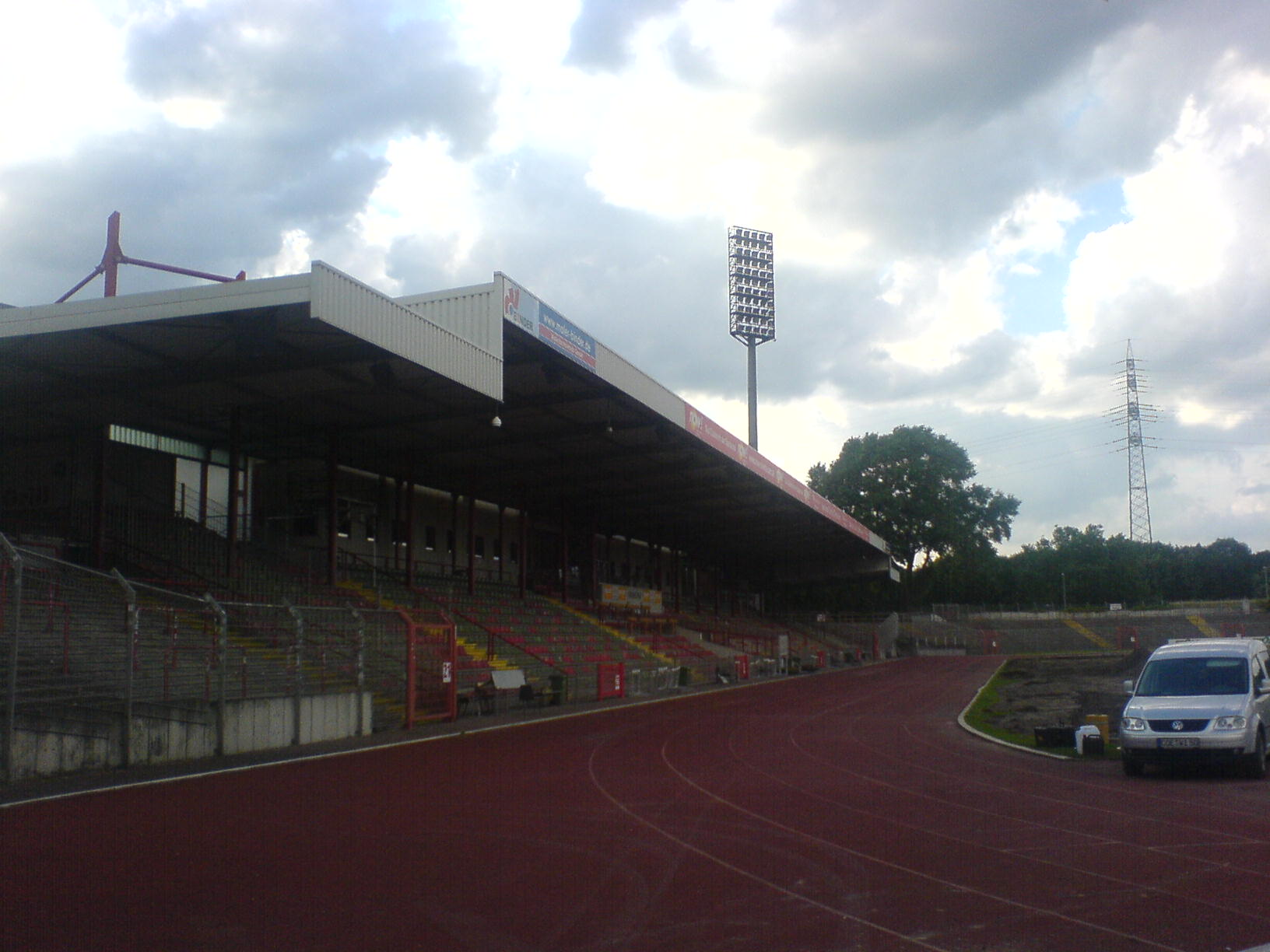
Die Haupttribüne

Rot-Weiß Oberhausen trägt seine Heimspiele im Stadion Niederrhein, zwischen Emscher und Rhein-Herne-Kanal gelegen, aus. Nach Umbauarbeiten erfolgte die erneute Einweihung am 10. Mai 1998. Das Stadion hat eine Kapazität von 17.165 Zuschauerplätzen, davon 4.000 überdachte Sitz- und 4.460 überdachte Stehplätze.
Heimat der RWO-Fans ist traditionell die „Emscherkurve“, wenngleich ein nicht unerheblicher Teil der Fans auf der STOAG-Tribüne Platz genommen hatte, wo sich ab der Oberliga-Saison (2006/07) im Block C und D ein Supporter-Block befunden hatte. Zu Beginn der Spielzeit 2011/12 wurde dieser umgesiedelt und deutlich verkleinert. Er befindet sich nun auf der STOAG-Tribüne im Block A für nur noch 200 Zuschauer. Die Sitzplätze der Blöcke C + D werden seitdem nur noch zu Topspielen mit hohen Zuschauerzahlen verkauft, ansonsten ist der Tribünenteil geschlossen.
Für Gästefans sind die der Emscherkurve gegenüberliegende „Kanalkurve“ als Stehplatz- und der Block D der evo-Tribüne als Sitzplatzbereich vorgesehen. Hinter der Kanalkurve wurde auch die im Jahr 1996 – als Geschenk des TSV Bayer 04 Leverkusen an die Stadt Oberhausen – erhaltene Anzeigetafel installiert. Aufgrund nicht mehr erhältlicher Ersatzteile ist diese aber seit einigen Jahren wieder mit Einhängezahlen bestückt. Weiterhin wird eine LED-Bande vor der evo-Tribüne zum Anzeigen des Spielstandes genutzt.
Mitten in der Euphorie über den Klassenerhalt in der Saison 2008/09 legte RWO die Pläne für den Umbau des Niederrhein-Stadions vor. Etwa 15 Millionen Euro sollten die beiden Tribünen in den Kurven und ein dreistöckiges Gebäude entlang der Haupttribüne kosten. Hier sollten Kabinen, VIP-Bereich und Geschäftsstelle untergebracht werden. Nach dem Abstieg 2011 liegen die Pläne für den Stadionumbau bis auf Weiteres auf Eis, immerhin wurde trotzdem das neue Trainingsgelände für die Senioren- und Nachwuchsteams rund um das Stadion fertiggestellt. Seit 2014 lagen Pläne für den Abriss und den Neuaufbau der „Emscherkurve“ vor; im Januar 2017 fand der erste Spatenstich für die neue „Emschertribüne“ statt. Nach ihrer Fertigstellung wurde sie beim letzten Heimspiel der Saison 2017/18 am 13. Mai 2018 erstmals fürs Publikum freigegeben.

## Fans
Die RWO-Fans waren ab 2001 in der Interessengemeinschaft der RWO-Fans (IGF) organisiert. Dieser lose Zusammenschluss von Fans und Fanclubs ging 2011 im „Fanprojekt Oberhausen“ auf, das vom Verein und dem CVJM Oberhausen getragen wird. Neben dem Fanprojekt in der Innenstadt mit verschiedenen Projekt- und Gemeinschaftsräumen sowie einer historischen Dauerausstellung zum Verein befindet sich im Stadion hinter Block 1 (Emscherkurve) eine weitere Anlaufstelle für die Fans. Seit Ende der 90er Jahre gibt es eine offizielle Fanfreundschaft mit Anhängern des SSV Ulm 1846. Seit 2022 gibt es eine Fanfreundschaft zwischen den Ultraszenen von RWO (Semper Fidelis) und des Wuppertaler SV (Ultras Wuppertal).
Die offizielle Einlaufmusik von RWO ist das Lied „Die Macht vom Niederrhein“ der Punkband Emscherkurve 77. Die größten Rivalen von RWO sind traditionell die Nachbarvereine Rot-Weiss Essen und MSV Duisburg.
Seit Juni 2011 ist Rot-Weiß Oberhausen mit einem eigenen TV-Kanal „RWO-TV“ auf YouTube vertreten. Gegründet in der 3. Liga, damit Fans trotz der sporadischen Free-TV Berichte mit Spielberichten und Interviews versorgt werden. Mittlerweile wurde das Konzept überarbeitet. Wöchentlich erscheint ein Magazin mit unterschiedlichen Themen und der Spielzusammenfassung des aktuellen Spieltages. Gestaltet und moderiert wird das Magazin von Milena Wolbert (Medienbeauftragte des Vereins), die zusammen mit Maximilian Gregorius (Pressesprecher) die Auswärtsspiele von Rot-Weiß Oberhausen über das Internet-Radio „RWO fm“ live im Internet überträgt.

## Weitere Mannschaften und Abteilungen

### Fußball (Männer)
Die lange etablierte U23 wurde zum Saisonende 2015/16 aus finanziellen Gründen abgemeldet. Zur Saison 2018/19 wurde das damals sogenannte Team 12 ins Leben gerufen, dessen Kader zum großen Teil aus der aktiven Fanszene rekrutiert wurde. Inzwischen wird die Mannschaft meistens als zweite Mannschaft bezeichnet. Im Rahmen der Flüchtlingskrise 2015/16 wurde in Kooperation mit dem Ortsverband des Deutschen Roten Kreuzes die Mannschaft FC Together gegründet, deren Spieler Flüchtlinge waren. Daraus entstand das Team-United als dritte Mannschaft der Männer. Diese Mannschaft wurde zur Saison 2024/25 nicht mehr gemeldet.
In der Saison 2025/26 tritt die folgende Mannschaft an (Stand 31. Juli 2025):
- RW Oberhausen II, Kreisliga B

### Fußball (Junioren)
Die Nachwuchsarbeit hatte bei Rot-Weiß Oberhausen schon lange Tradition. Nach dem Aufstieg 2008/09 der ersten Mannschaft der Männer in die zweite Bundesliga musste der Verein ein DFB-Nachwuchsleistungszentrum einrichten. Dieses nahm 2011 die Arbeit auf. Unter anderem durchliefen Max Meyer, Felix Passlack, Gideon Jung, Chris Führich und Justin Heekeren das Nachwuchszentrum. Im Jahr 2022 wurde aus finanziellen Gründen der Status als DFB-Nachwuchszentrum aufgegeben. Seitdem wird die Einrichtung in kleinerem Rahmen als RWO-Nachwuchszentrum weiter geführt.
Zur Zeit treten folgende Mannschaften an (Stand 31. Juli 2025, Angabe der Liga soweit in der Quelle aktuelle Spiele angegeben sind):
- U19, A Junioren U19-DFB-Nachwuchsliga 2025/26
- U17, B Junioren U17-DFB-Nachwuchsliga
- U16, B Junioren Niederrheinliga
- U15, C Junioren Niederrheinliga
- U14, C Junioren Rhein-Ruhr-Liga
- U13, D-Junioren
- U12, D-Junioren Leistungsvergleich U12
- U11, E-Junioren

### Fußball (Frauen)
Bereits Ende der 1970er Jahre gab es eine Abteilung für Frauenfußball, die später aufgelöst wurde. Im Oktober 2022 wurde eine Futsal-Mannschaft gegründet, deren Kader größtenteils aus Spielerinnen des SV Adler Osterfeld bestand. Zur Saison 2023/24 übernahm Rot-Weiß Oberhausen die Mannschaft und die Spielberechtigung von SV Adler Osterfeld. Gleichzeitig wurden Sichtungstrainings abgehalten, um mehrere Jugendmannschaften zu installieren. Die Futsal-Mannschaft wurde nach der Saison 2022/23 aufgelöst. 2025 stiegen die Oberhausenerinnen in die Niederrheinliga auf.
Zur Zeit treten folgende Mannschaften an (Stand 31. Juli 2025, Angabe der Liga soweit in der Quelle aktuelle Spiele angegeben sind):
- Erste Mannschaft, Niederrheinliga
- U17, B Juniorinnen
- U15, C Juniorinnen
- U13, D Juniorinnen

### Handball
1922 wurde eine Handball-Abteilung (Männer) gegründet. Seit 1968 gab es auch Frauenmannschaften. Als 1988 im Rahmen des Lizenzentzugs der ersten Fußballmannschaft Befürchtungen über eine drohende Insolvenz des Vereins aufkamen, gliederte die Handballabteilung sich als unabhängiger Verein H.C. Rot-Weiß Oberhausen aus. Eine weitere Handballabteilung mit Männer- und Frauenmannschaften existierte von 2000 bis 2004. Der Verein H.C. Rot-Weiß Oberhausen wurde zum 1. Juli 2023 wieder in den Stammverein integriert.
Zur Zeit tritt die folgende Mannschaft an (Stand 31. Juli 2025):
- Erste Mannschaft Männer, Verbandsliga Nordrhein

### Endurance Team
Das RWO Endurance Team wurde zum 1. Januar 2020 gegründet. Es werden mehrere Ausdauersportarten als Freizeitsport und als Leistungssport angeboten: Laufen, Schwimmen, Rennrad- und Mountainbike. Timo Schaffeld gewann 2023 die deutsche Meisterschaft in der Triathlon-Langdistanz.

## Ehemalige Abteilungen
Aus: Das Kleeblatt blüht weiter: 1973-2009.

### Leichtathletik
Von 1912 bis 1975 existierte eine sehr erfolgreiche Leichtathletikabteilung, die insgesamt 68 deutsche Meistertitel gewann. Bekannteste Athleten waren die Mehrkämpferin Maria Sander, die Sprinter Fritz Roderfeld und Friedhelm Heckel, die Mittelstreckenläufer Rolf Lamers und Willi Wülbeck und die Diskuswerfer Jens Reimers und Dirk Wippermann.

### Poolbillard
Von 1947 bis 1950 bestand eine erste Abteilung Poolbillard. Im Jahr 1974 wurde der Pool-Billard Verein PBC Landwehr gegründet. Vermutlich wurde dieser Verein im Jahr 1983 als neue Abteilung in Rot-Weiß Oberhausen eingegliedert. Diese wurde fünf Mal 14/1 endlos-Mannschaftsmeister und zwei Mal 8-Ball-Mannschaftsmeister und ist damit Rekordmeister im Mannschafts-Poolbillard. Mit drei Titeln im deutschen 8-Ball-Mannschaftspokal ist RW Oberhausen zudem Rekordpokalsieger. Darüber hinaus spielte RWO jahrelang in der 1. Bundesliga Pool. Die Abteilung wurde 1988 geschlossen und 1989 als neuer Verein BC Oberhausen gegründet, möglicherweise wie die Handballabteilung infolge der Gerüchte über eine bevorstehende Insolvenz.
Der mehrfache Welt- und Europameister Oliver Ortmann sowie der zehnfache Deutsche Meister Günter Geisen spielten bei Rot-Weiß Oberhausen.

### Weitere ehemalige Abteilungen
Im Lauf der über einhundertjährigen Geschichte des Vereins gab es eine Reihe weiterer Abteilungen: Basketball, Badminton, Futsal Frauen, Fußballtennis, Hockey (Frauen und Männer), Kanu, Tennis und Tischtennis.